# Кижеватовский сельсовет
Кижеватовский сельсовет — сельское поселение в Бессоновском районе Пензенской области Российской Федерации.
Административный центр — село Кижеватово.

## История
Статус и границы сельского поселения установлены Законом Пензенской области от 2 ноября 2004 года № 690-ЗПО «О границах муниципальных образований Пензенской области».

## Население
| 2002  | 2010  | 2012  | 2013  | 2014  | 2015  | 2016  |
| ----- | ----- | ----- | ----- | ----- | ----- | ----- |
| 3053  | ↗3546 | ↗3556 | ↗3605 | ↗3637 | ↗3679 | ↗3702 |
| 2017  | 2018  | 2021  |       |       |       |       |
| ↗3759 | ↘3742 | ↗3902 |       |       |       |       |

## Состав сельского поселения
| № | Населённый пункт | Тип населённого пункта       | Население |
| - | ---------------- | ---------------------------- | --------- |
| 1 | Кижеватово       | село, административный центр | ↗3670     |
| 2 | Полевой          | посёлок                      | ↘232      |